# 容济耶-埃帕尼
容济耶-埃帕尼（法語：Jonzier-Épagny，法語發音：[ʒɔ̃zje epaɲi]）是法国上萨瓦省的一个市镇，属于圣于连昂热讷瓦区。该市镇于1866年由原市镇容济耶（Jonzier）和埃帕尼（Épagny）合并而成。

## 地理
容济耶-埃帕尼（46°4'14"N, 5°59'23"E）面积7.16 平方千米，位于法国奥弗涅-罗讷-阿尔卑斯大区上萨瓦省，该省份为法国东部省份，历史上为薩伏依的一部分，北与瑞士接壤，西接安省，南至萨瓦省，东与瑞士和意大利接壤。
与容济耶-埃帕尼接壤的市镇（或旧市镇、城区）包括：谢讷克斯、丹日昂维阿什、曼济耶、萨维尼。

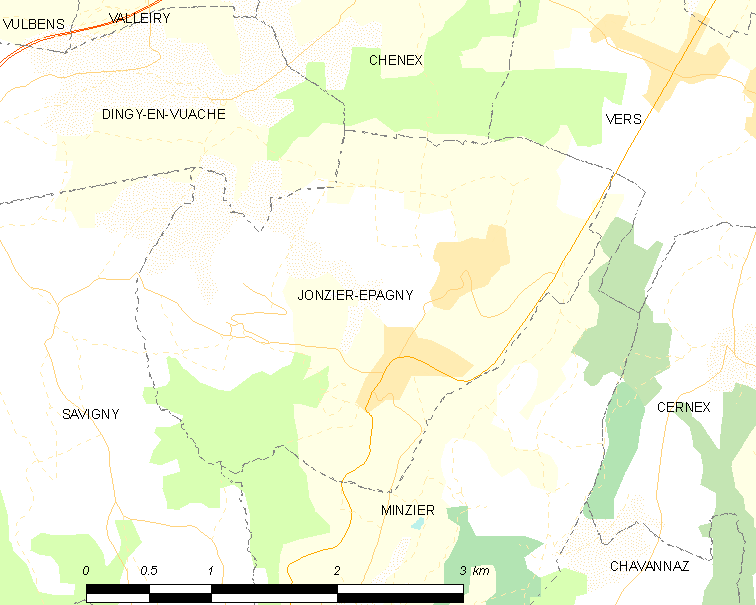
容济耶-埃帕尼的OSM定位图

容济耶-埃帕尼的时区为UTC+01:00、UTC+02:00（夏令时）。

## 行政
容济耶-埃帕尼的邮政编码为74520，INSEE市镇编码为74144。

## 政治
容济耶-埃帕尼所属的省级选区为圣于连昂热讷瓦县。

## 人口

1962-2008年间容济耶-埃帕尼人口变化图示

容济耶-埃帕尼于2022年1月1日时的人口数量为889人。